# رودریگو باررا
رودریگو باررا (اسپانیایی: Rodrigo Barrera‎؛ زادهٔ ۳۰ اکتبر ۱۹۷۰) یک بازیکن فوتبال اهل شیلی است.

## تیم ملی
وی همچنین در تیم ملی فوتبال شیلی بازی کرده است.